# Porella hsinganica
Porella hsinganica là một loài rêu trong họ Porellaceae. Loài này được C. Gao & C.W. Aur mô tả khoa học đầu tiên năm 1978.